# 770
770（七百七十、ななひゃくななじゅう）は自然数、また整数において、769の次で771の前の数である。 

## 性質
- 770は合成数であり、約数は1, 2, 5, 7, 10, 11, 14, 22, 35, 55, 70, 77, 110, 154, 385, 770である。
  - 約数の和は1728。
  - 188番目の過剰数である。1つ前は768、次は774。
    - 約数の和が立方数になる11番目の数である。1つ前は714、次は994。
- 17番目の原始擬似完全数である。1つ前は748、次は910。
- 176番目のハーシャッド数である。1つ前は756、次は774。
  - 14を基とする5番目のハーシャッド数である。1つ前は644、次は1148。
- 770 = 152 + 162 + 172
  - 3連続平方和で表せる数である。1つ前は677、次は869。
  - 3連続平方和がハーシャッド数になる3番目の数である。1つ前は110、次は2030。
- 770 = 2 × 5 × 7 × 11
  - 10番目の四素合成数である。1つ前は714、次は798。(オンライン整数列大辞典の数列 A046386)
  - 四素合成数がハーシャッド数になる5番目の数である。1つ前は690、次は870。
- 異なる3つの平方数の和8通りで表せる10番目の数である。1つ前は749、次は789。(オンライン整数列大辞典の数列 A025346)
- 4つの平方数の和35通りの形で表せる最小の数である。次は774。
  - 4つの平方数の和 n 通りで表せる最小の数である。1つ前の34通りは570、次の36通りは714。(オンライン整数列大辞典の数列 A025416)
- 770 = 23 + 53 + 53 + 83
  - 4つの正の数の立方数の和で表せる211番目の数である。1つ前は765、次は772。(オンライン整数列大辞典の数列 A003327)
- n = 770 のとき n と n + 1 を並べた数を作ると素数になる。n と n + 1 を並べた数が素数になる91番目の数である。1つ前は746、次は782。(オンライン整数列大辞典の数列 A030457)
- 約数の和が770になる数は2個ある。(436, 769) 約数の和2個で表せる49番目の数である。1つ前は762、次は774。
- 各位の和が14になる62番目の数である。1つ前は761、次は806。

## その他 770 に関連すること
- 西暦770年
- 紀元前770年
- バーコード規格、EANの国コード770は、コロンビア。
- ThinkPad 770は、ノートパソコンThinkPadのモデルの一つ。
- 名鉄モ770形電車は名古屋鉄道で使用されていた電車の一形式。下記2種が存在した。
  - 名鉄モ770形電車 (初代)
  - 名鉄モ770形電車 (2代)
- ツーソン (USS Tucson, SSN-770) は、アメリカ海軍のロサンゼルス級原子力潜水艦。